# Галерея німецького бароко (Аугсбург)
Галерея німецького бароко (Аугсбург) (нім. Deutsche Barockgalerie (Augsburg)) — музей в місті Аугсбург, присвячений історії німецького живопису доби бароко.

## Назва і формування

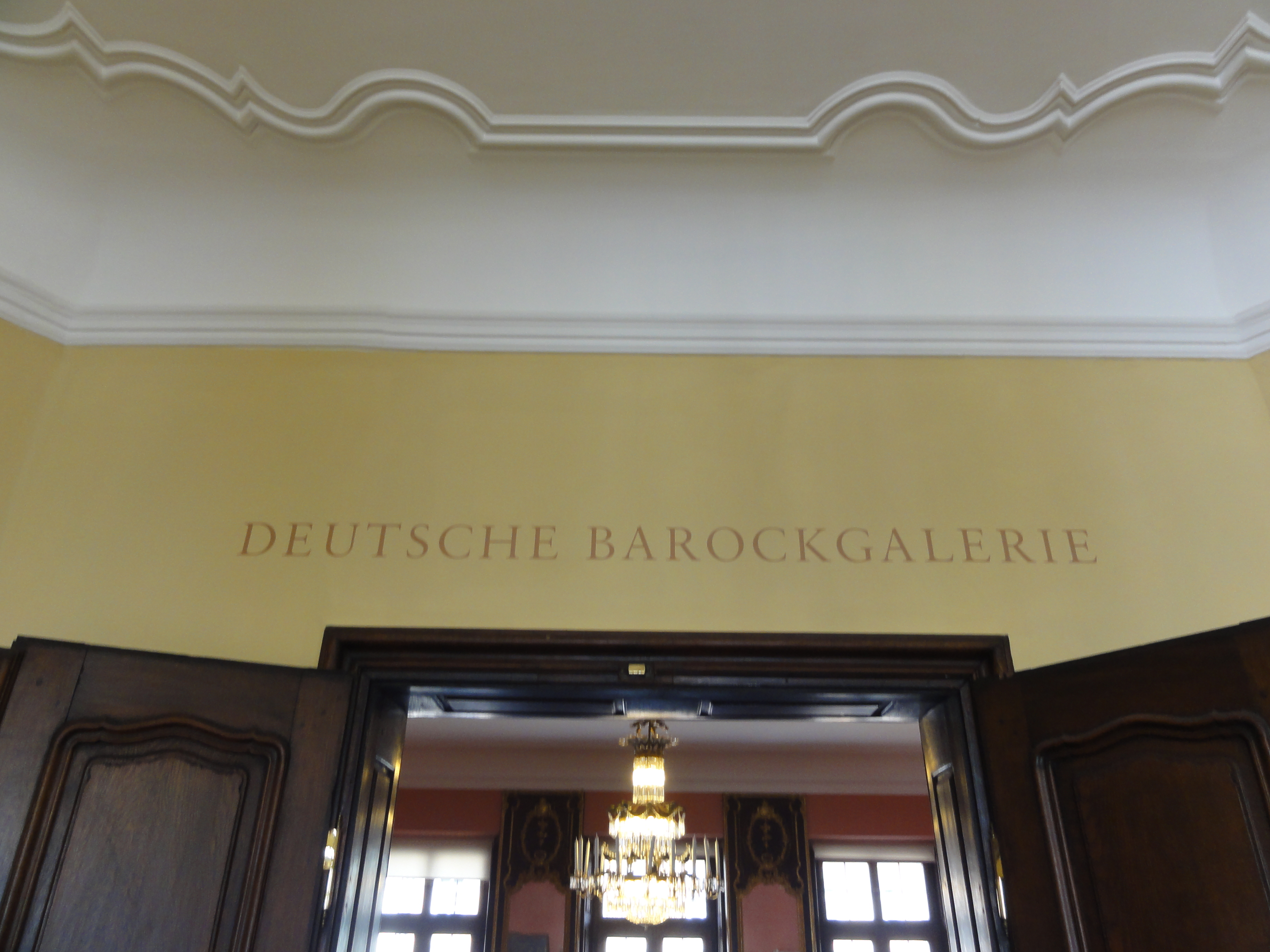

Назва «Галерея німецького бароко» не зовсім точна, бо галерея має хронологічні межі від маньєризму 16 століття до німецького рококо і обережних ознак класицизму в мистецтві німецьких князівств. Галерея має у фондах також графічні твори 15 ст., коли бароко як стильова система ще не існувала ні в мистецтві Італії, ні тим паче в художній практиці німецьких князівств, що лише повільно і довго наслідували нові стильові ознаки культур Італії і Нідерландів.
Галерея робить акцент на творах переважно митців, що працювали або у місті Аугсбург, або у Швабії. Малі можливості збільшення музейних колекцій ще більше обмежують коло майстрів, представлених в галереї, а також їхніх творів, які давно осіли в авторитетних і великих музеях, серед котрих Дрезденська картинна галерея, Національна галерея старовинного мистецтва (Рим), Музей історії мистецтв (Відень), музеї Берліна. Збірка галереї сформована з творів, що не були знищені в роки 2-ї світової війни, перевезені з провінційних церков або взятих у довгострокову оренду з приватних зібрань. В галереї, певна річ, не представлені барокові митці, що створювали фрески в провінційних церквах, котрі розташовані там і нині.
Хронологічно експозицію завершують твори митців середини, кінця і зламу 18-19 ст., серед котрих нова генерація німецьких майстрів — Антон Граф (1736—1813), Ангеліка Кауфман (1741—1807), Йоган Генріх Тішбейн Старший (1751—1839), стилістика яких мала хіба якусь дещицю від стилю бароко.

## Приміщення
Галерея заснована в місті 1958 року. Фундаторами були Вольфганг Лоренц та Хільда Софія Шейцлер (Schaezler), котрі віддали під новостворену галерею родинний палац. Палац Шейцлерів пройшов через реконструкцію і пристосування приміщень під музейні потреби, через що був зачинений для відвідувачів на декілька років. Галерея була відкрита для відвідин з лютого 2006 року.
В приміщенні галереї розташовані також —
- Графічний кабінет міста Аугсбург
- Державна галерея старих німецьких майстрів.

## Портретний жанр в галереї

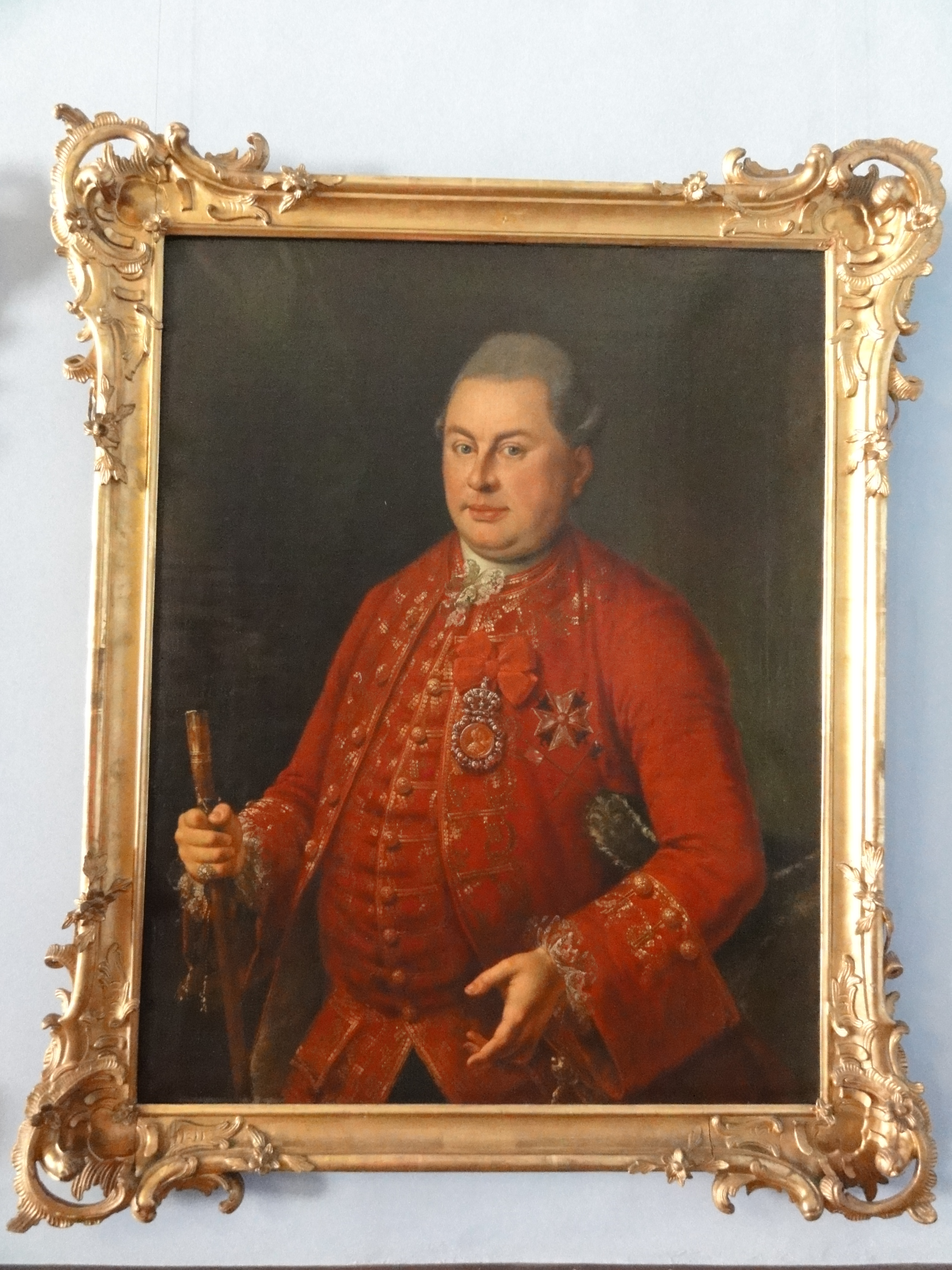
Франц Йозеф Дігл (Franz Joseph Degle). «Бенедікт Адам Ліберт», 1774 р.
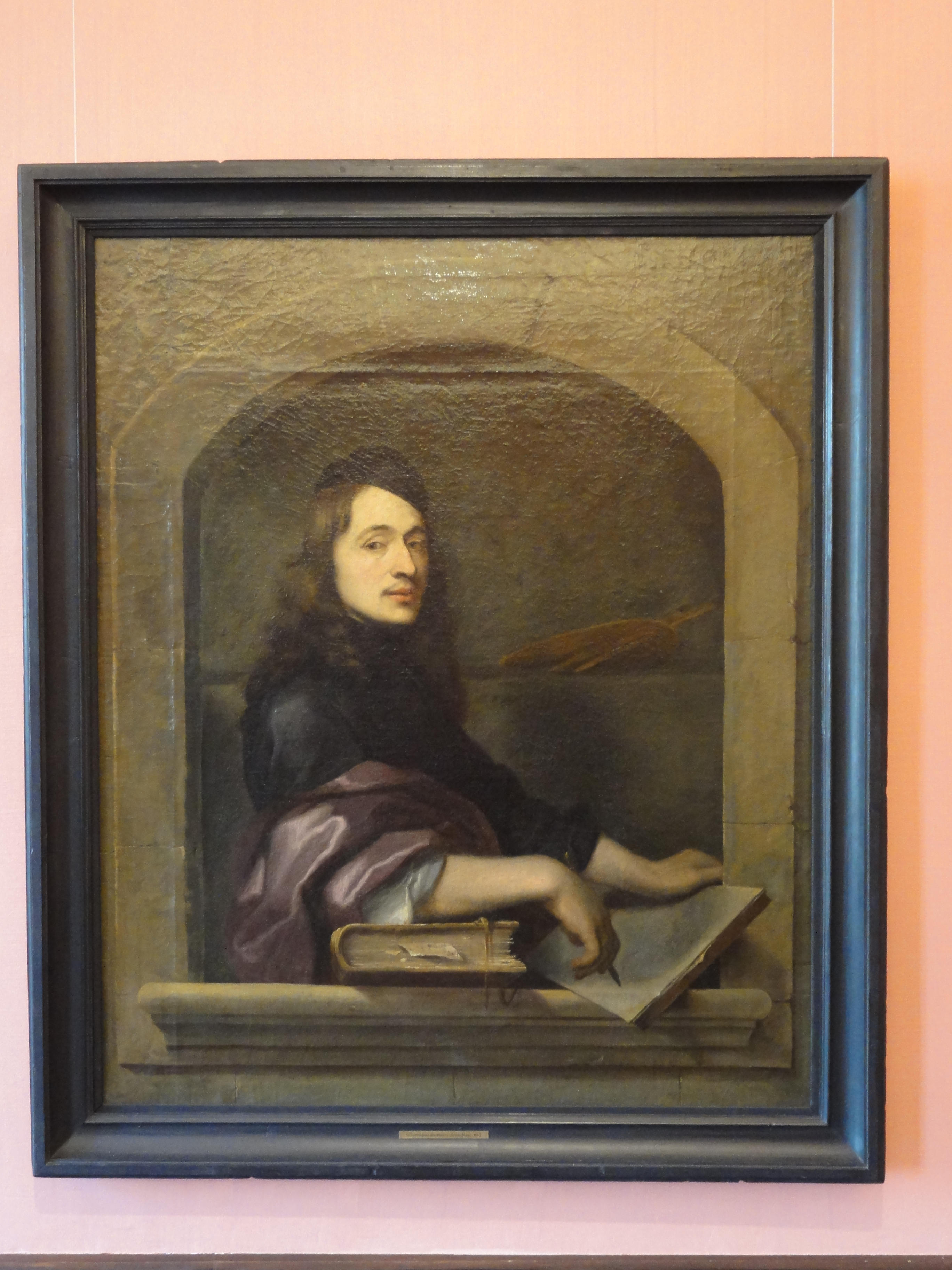
Ганс Ульріх Майєр (Hans Ulrich Mayr). «Автопортрет»
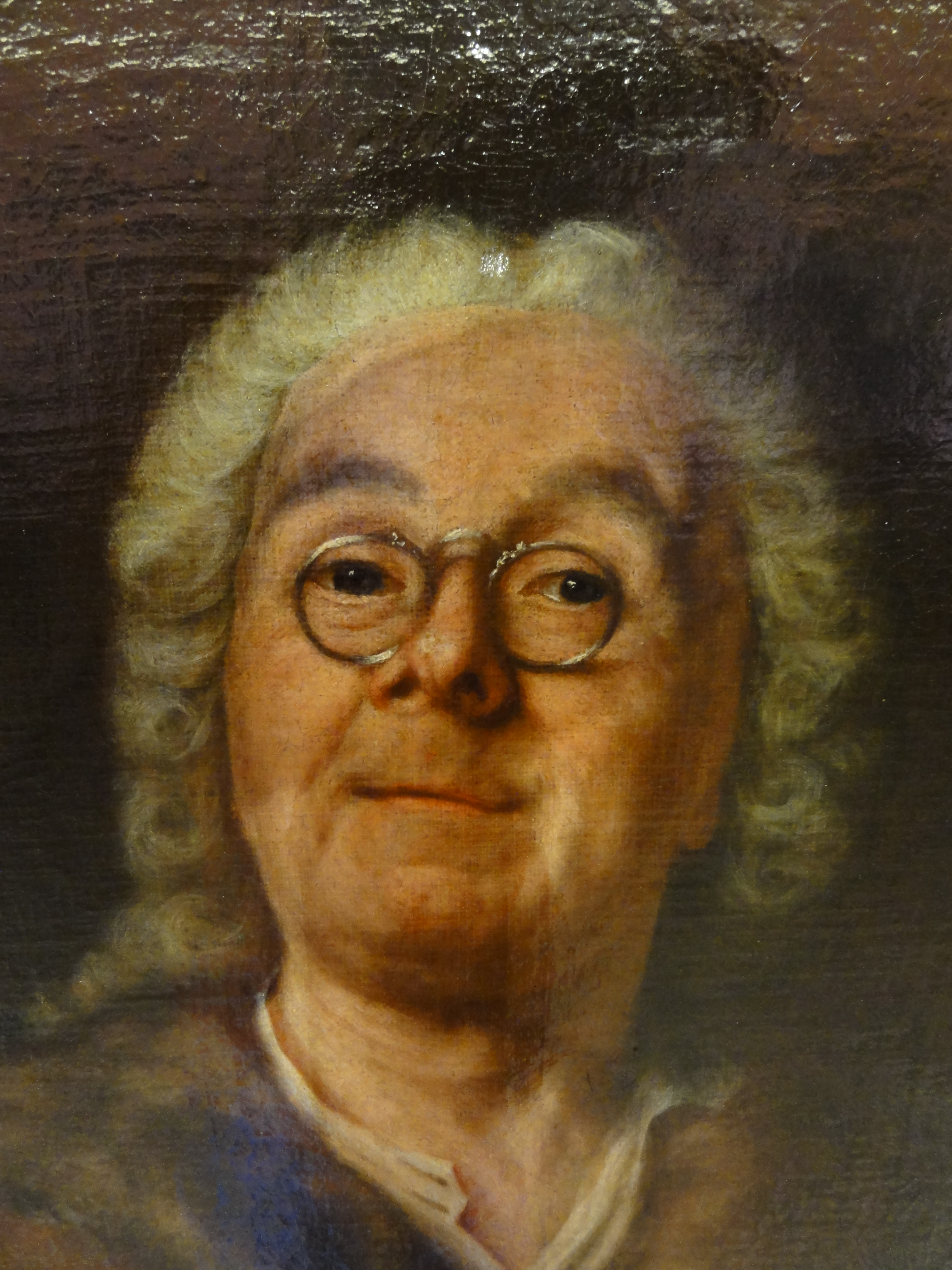
Готфрід Ейхлер старший (Gottfried Eichler the Elder). «Автопортрет»
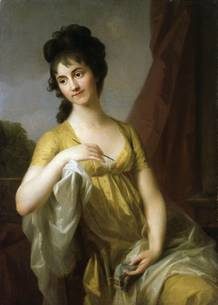
Йоган Генріх Тішбейн. «Мадам Грассі»

## Бароковий живопис різних жанрів

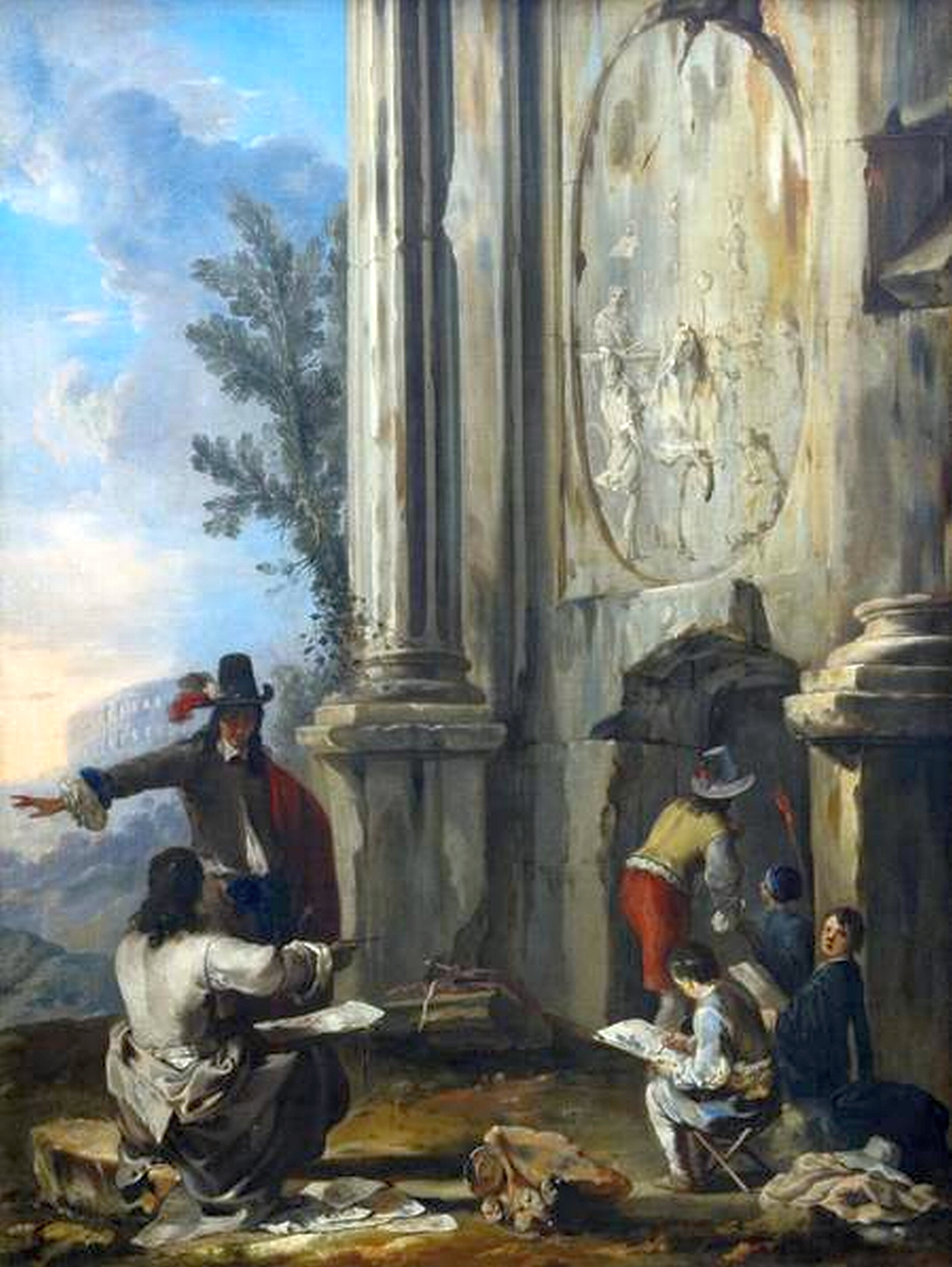
Йоган Шенфельд. « Молоді художники замальовують руїни в Римі», до 1635, Галерея німецького бароко (Аугсбург)

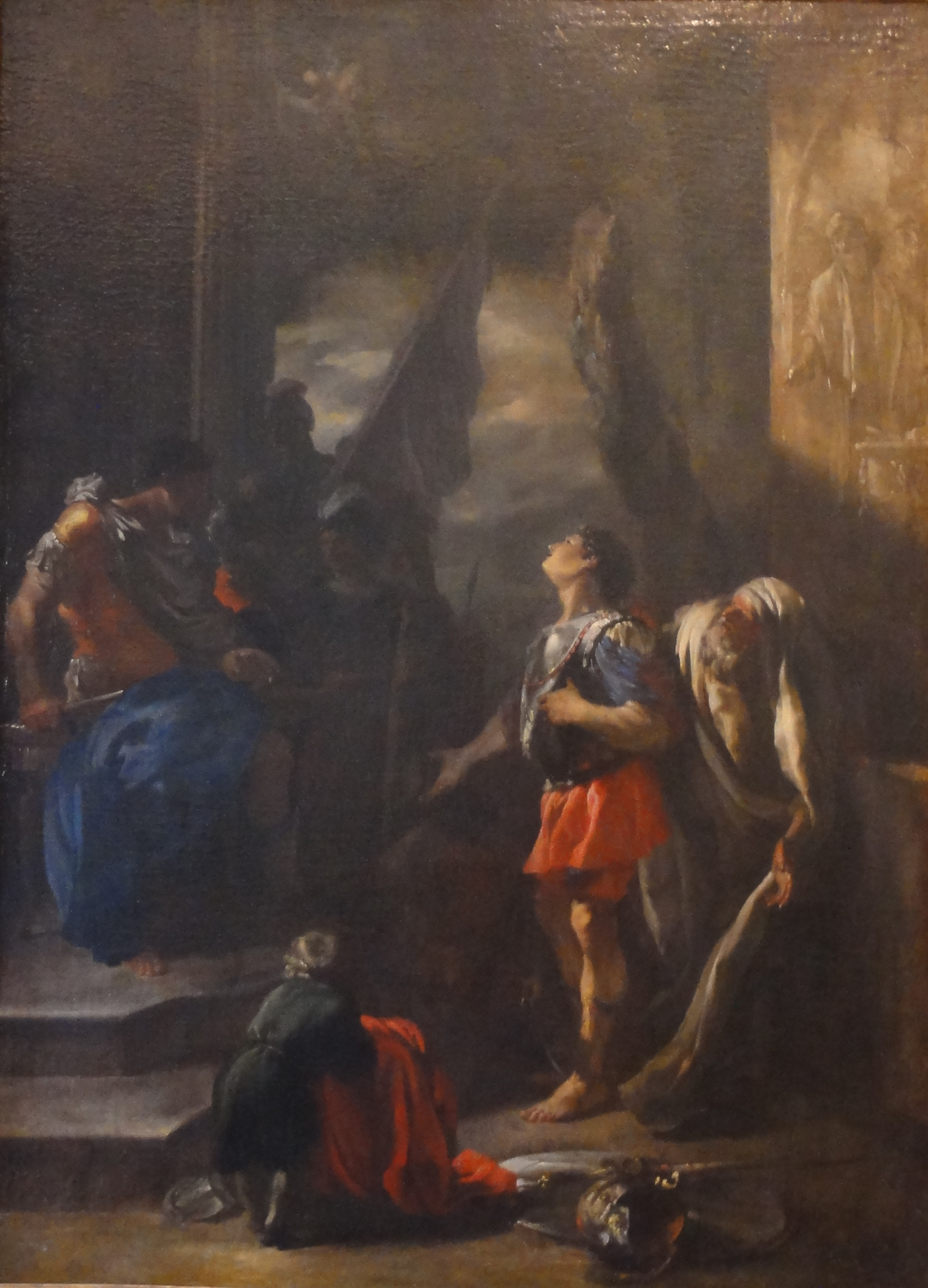
Йоган Шенфельд. «Смертий вирок для Св. Себастьяна»
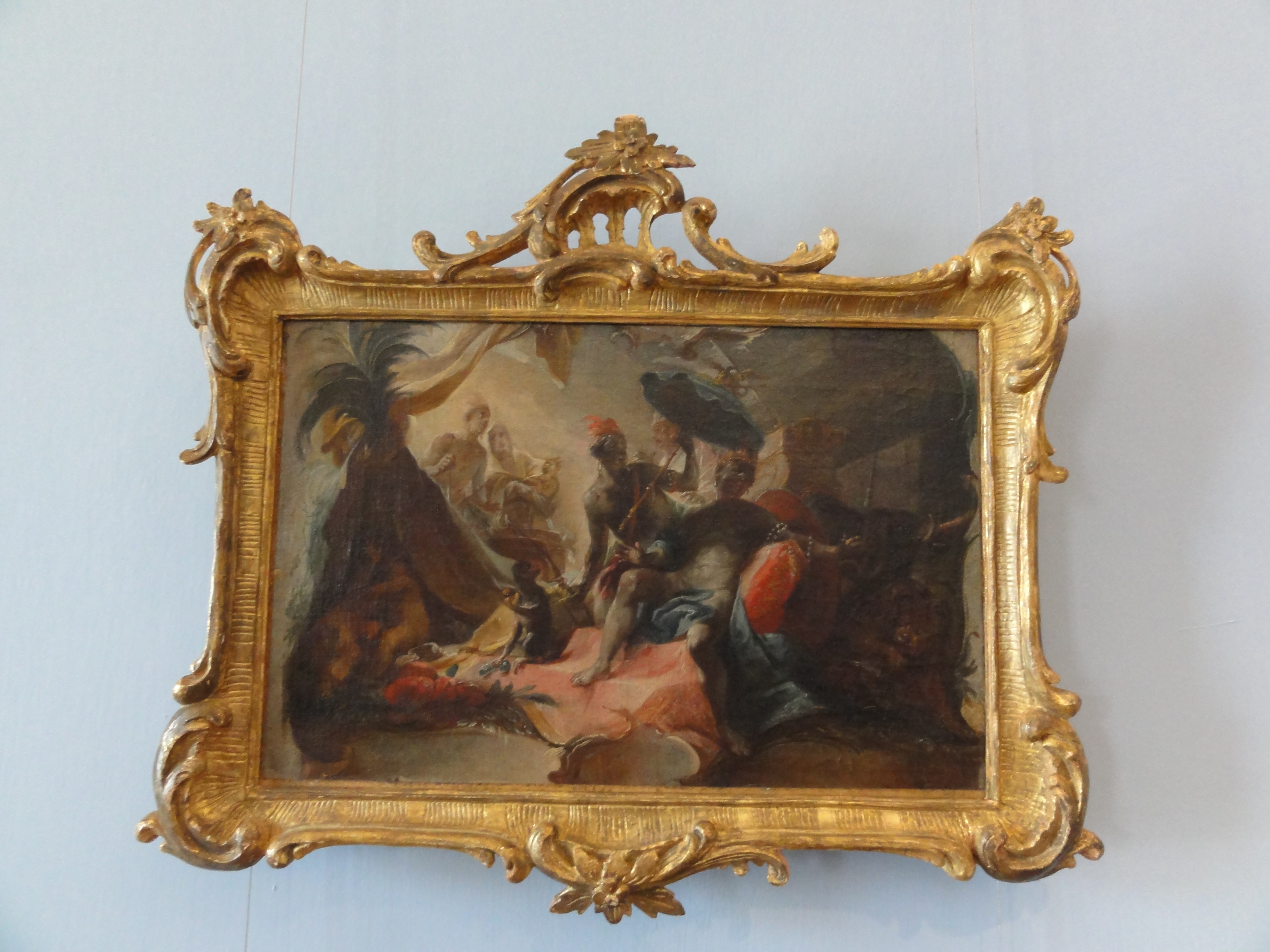
Йоган Вольфганг Баумгартнер. «Алегорія Африки»
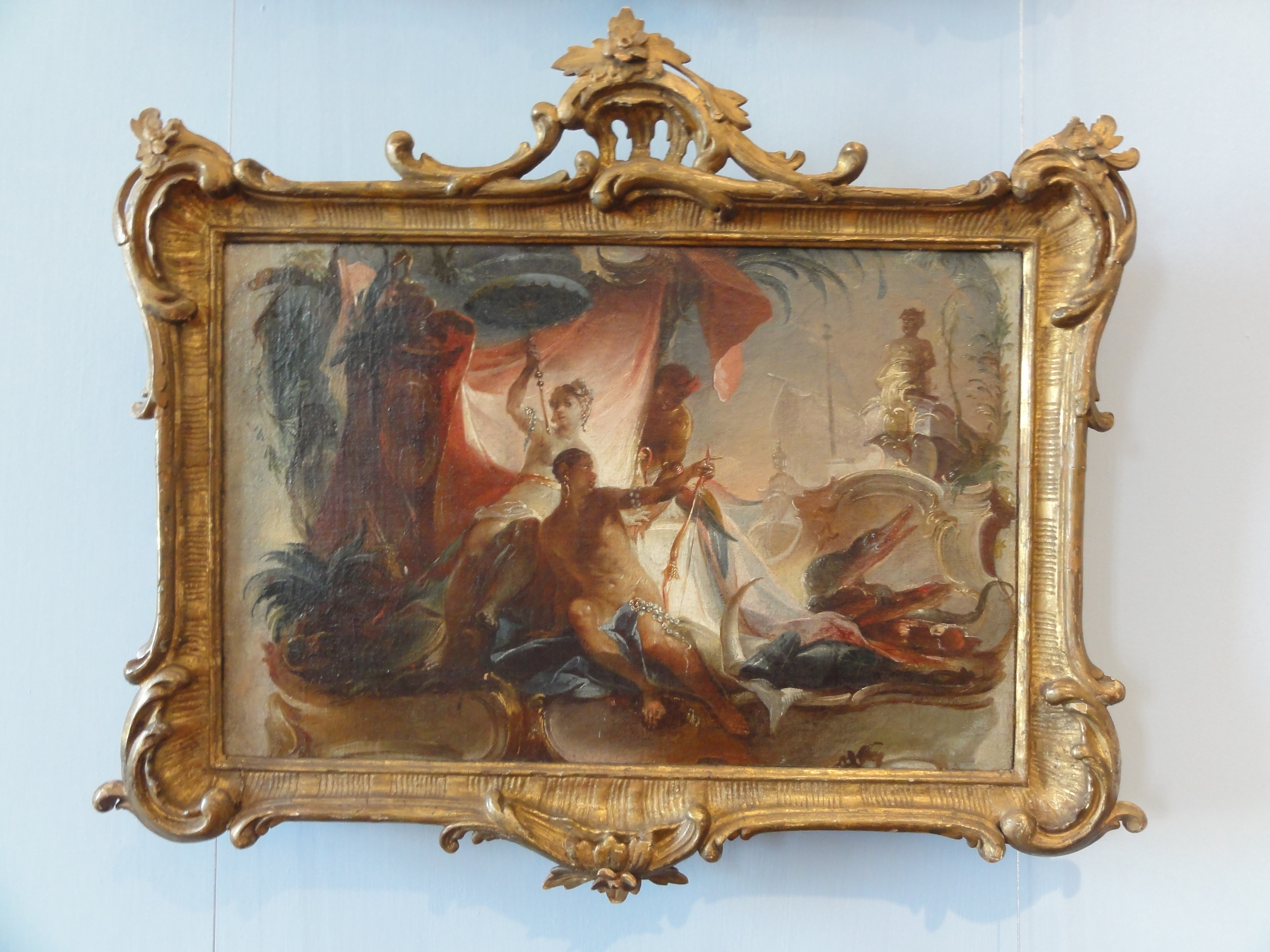
Йоган Вольфганг Баумгартнер. «Алегорія Америки»
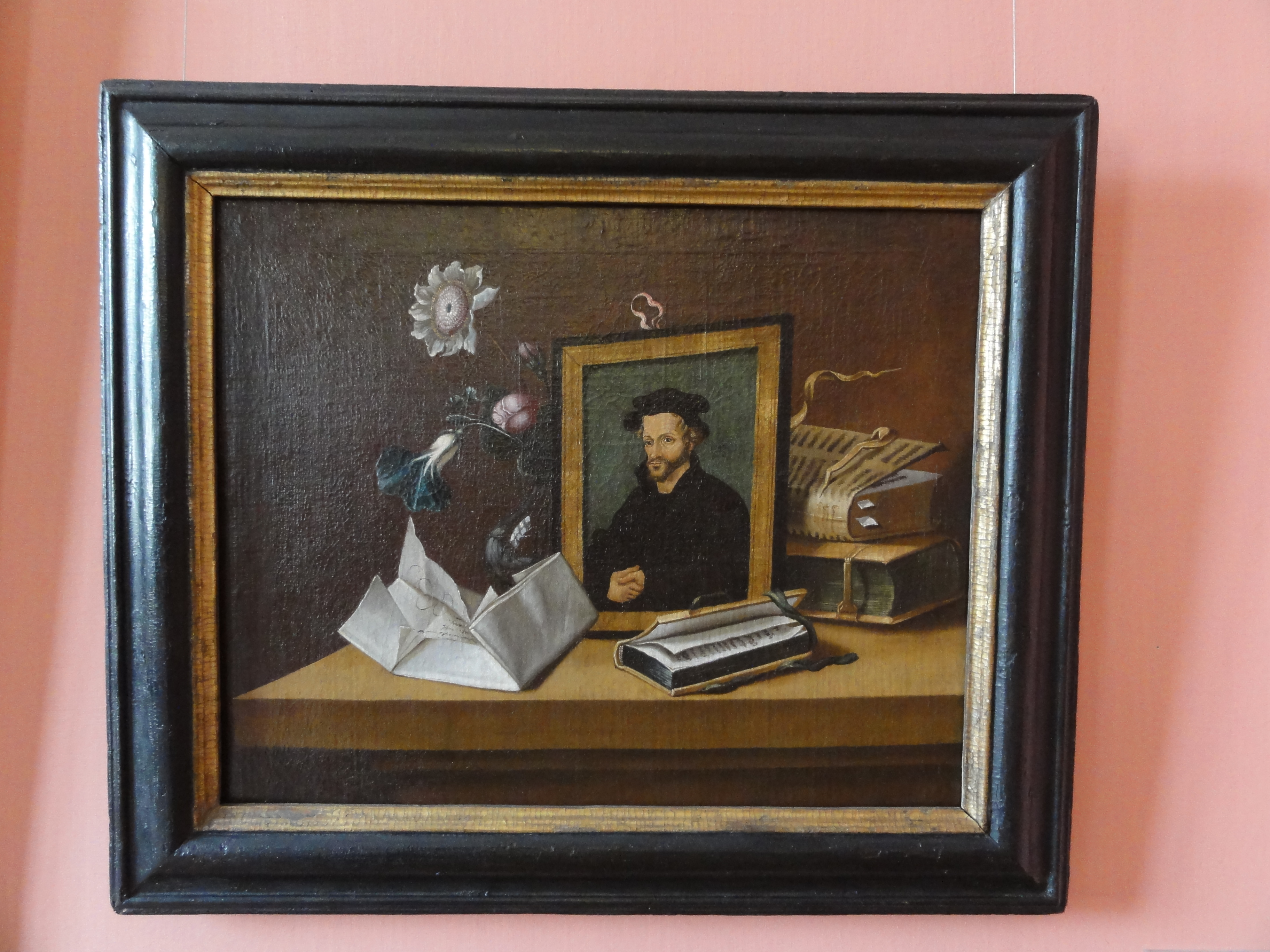
Себастьян Штоскопф. «Квіти, книги і портрет Меланхтона роботи Лукаса Кранаха »

## Майстри німецького барокового живопису
- Йозеф Хейнц старший (1564—1609)
- Адам Ельсгаймер (1578—1610)
- Йоган Шенфельд (1609—1684)
- Йоахим Зандрарт (1606—1688)
- Себастьян Штоскопф (1597—1657)
- Йоган Лісс (1597—1631)
- Йоган Вільгельм Бауер (1607—1640)

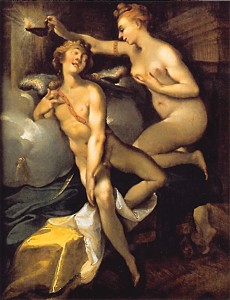
Йозеф Хейнц старший. «Амур і Психея», бл. 1605 р.,Галерея німецького бароко (Аугсбург)

- Йоган Георг Бергмюллер (1688—1762)
- Георг Флегель(1566—1638)
- Марія Сибілла Меріан (1647—1717)
- Йоган Шпілленбергер ()
- Андреас Стех (1635—1697), працював в місті Гданськ
- Йоган Вольфганг Баумгартнер (1702—1761)
- Георг Філіп Ругендас (Georg Philipp Rugendas 1666—1742)
- Іоган Георг Шмідтнер (Johann Georg Melchior Schmidtner 1625—1705)
- Август Кверфурт (1696—1761)
- Георг Лішевський (1674—1750)

## Адреса галереї
- Maximilianstr. 46
- 86150 Augsburg
- Tel. 0821/324-4102
- Fax 0821/324-4105